# 벨기에 총독부
독일제국 벨기에 총독부(독일어: Kaiserliches Deutsches Generalgouvernement Belgien)는 독일군의 총독부였으며 제1차 세계 대전동안 독일이 점령한 벨기에에 설립된 세 개의 다른 점령 행정부 중 하나였다.

## 정부 및 행정부
행정부는 1914년 8월 26일 콜마르 폰 데어 골츠 야전 원수가 벨기에의 군사 총독으로 임명되면서 수립되었다. 1914년 11월 27일 모리츠 폰 비싱 장군이 그의 뒤를 이었다

## 같이 보기
- 바르샤바 총독부